# AFI (album 2017)
AFI, anche noto come The Blood Album, è il decimo album in studio del gruppo rock statunitense AFI, pubblicato il 20 gennaio 2017.

## Tracce
1. Dark Snow – 3:17
2. Still a Stranger – 2:49
3. Aurelia – 2:53
4. Hidden Knives – 2:56
5. Get Hurt – 3:44
6. Above the Bridge – 3:28
7. So Beneath You – 3:19
8. Snow Cats – 3:20
9. Dumb Kids – 2:40
10. Pink Eyes – 3:28
11. Feed from the Floor – 4:09
12. White Offerings – 2:50
13. She Speaks the Language – 4:01
14. The Wind That Carries Me Away – 3:38

## Formazione
- Davey Havok – voce
- Jade Puget – chitarra, programmazioni, piano, tastiera, cori
- Hunter Burgan – basso, programmazioni, tastiera, cori
- Adam Carson – batteria, percussioni, cori